# История любви (мюзикл)
«История любви» (англ. Love Story) — мюзикл, написанный композитором Говардом Гудоллом и автором пьесы Стивеном Кларком. Тексты песен к мюзиклу написаны совместно Гудоллом и Кларком. Мюзикл основан на одноимённом романе-бестселлере Эрика Сигала и последующей экранизации. В одном из музыкальных номеров также используется мелодия, написанная Фрэнсисом Лэем для экранизации «Истории любви», и за которую композитор получил премии «Оскар» и «Золотой глобус». Мюзикл не прерывается на антракт, а оркестр состоит из дирижёра-пианиста и струнного септета. Премьера состоялась в 2010 году в театре Минерва в Чичестере, Великобритания. Спустя несколько успешных недель мюзикл переехал в театр Дачис в Лондоне. Российская версия «Истории любви» стала второй не англоязычной постановкой мюзикла.

## Сюжет
Действие происходит в городах Кембридж, Бостон, Кранстон, Нью-Йорк между 1963 и 1967 годами. Оливер Бэрретт IV, происходит из богатой и уважаемой семьи выпускников Гарвардского университета. В библиотеке Института Рэдклиффа он встречает Дженнифер Кавиллери, остроумную студентку колледжа из рабочего класса, и влюбляется в неё. Молодые люди решают пожениться по окончании колледжа, несмотря на несогласие отца Оливера, что приводит к разрыву его отношений с сыном.
Без финансовой поддержки отца молодожены с трудом могут оплачивать счета за обучение в Гарвардской школе права и скромную квартиру в бедном районе Кембриджа, и Дженнифер вынуждена работать учителем в частной школе. Окончив учёбу, Оливер получает работу в уважаемой юридической фирме, и семья переезжает в Нью-Йорк. Жизнь налаживается, и пара решает завести детей. После неудачи, они обращаются к специалисту, который, проведя серию анализов, сообщает Оливеру о неизлечимой болезни Дженнифер, от которой она скоро умрёт.
Оливер пытается сохранить видимость нормальной жизни, не говоря Дженнифер о её состоянии. Но всё-таки Дженнифер удается узнать о своей болезни после разговора с врачом. Оливер и Дженнифер, имея считанные дни на то, чтобы быть вместе, решают начать курс дорогостоящей терапии, и вскоре Оливер оказывается не в состоянии оплачивать многочисленные счета из больницы. В отчаянье, он решается просить финансовой помощи у отца. На вопрос старшего Бэрретта, не просит ли он из-за того, что некая девушка «в беде», Оливер кратко отвечает «да», не рассказывая всей правды о тяжёлом состоянии Дженнифер.
Лёжа на больничной кровати, Дженнифер просит Оливера не винить во всем себя и крепко её обнять перед смертью.

## Постановки

### Чичестер (2010)
29 мая 2010 года состоялась мировая премьера мюзикла «История любви» в театре Минерва. Прокат длился всего месяц, финальное представление было дано 26 июня 2010 года. Главные роли в спектакле исполнили Эмма Уильямс (Дженни), Майкл Завьер (Оливер), Питер Поликарпу (Фил).

### Лондон (2010)
Успех постановки в Чичестере сделал возможным переезд на лондонский Вест-Энд. Превью стартовали 27 ноября, а премьера состоялась 6 декабря 2010 года в лондонском театре Дачис. Прокат в Лондоне длился всего 10 недель и завершился 26 февраля 2011 года. Продюсерами оригинальной британской постановки стали Адам Шпигель, Стивен Уэлей-Коэн. В качестве продюсера также выступил известный британский театральный актёр Майкл Болл. Режиссёром оригинальной постановки стала Рэйчел Кавана, Питер Маккинтош создал декорации и костюмы. После завершения проката в Лондоне продюсеры объявили о готовящихся британском туре мюзикла и нескольких международных постановках.

### Филадельфия (2012)
Мюзикл открыл 204-й сезон театра Волнат-стрит в Филадельфии. Прокат длился два месяца, в сентябре и октябре 2012 года. Американская постановка являлась копией британской. Роль Дженни исполнила актриса Александра Силбер, роль Оливевра — Уилл Рейнолдс.

### Эдинбург (2013)
В рамках фестиваля театр Парадиз-ин-Агустинз представил свою версию мюзикла в августе 2013 года. Прокат длился 2 недели.

### Нидерланды (2013)
Голландская версия стала первой не англоязычной постановкой мюзикла. Предварительные показы стартовали 7 ноября 2013 года, а премьеру пришлось отложить до 30 ноября из-за травмы артиста Фрика Бартелса, исполняющего главную роль. Роль Дженни исполняет Селинда Шоэнмакер. Специально для тура в Нидерландах до двух актов была расширена пьеса спектакля: некоторые драматические сцены стали длиннее, добавлен один музыкальный номер, который стал финалом первого акта. Тем не менее, в некоторых городах спектакль идет без перерыва.

### Россия (2013)
Российская постановка не является копией оригинальной, для тура мюзикла в России специально созданы новые, более масштабные, декорации, световое решение и костюмы. Премьера мюзикла на русском языке состоялась 8 ноября 2013 года во Владикавказе и стала значимым культурным событием в жизни региона.

## Российская постановка

### Создатели
- Продюсер — компания Имэджин Продакшнс (Imagine Productions)
- Режиссёр — Алексей Франдетти
- Музыкальный руководитель — Армен Погосян
- Автор перевода пьесы и текстов песен — Алексей Франдетти
- Художник-постановщик — Тимофей Рябушинский
- Художник по свету — Иван Виноградов
- Звуковой дизайн — Михаил Соколик
- Художник по костюмам — Анастасия Бугаева
- Художник по прическам и гриму — Марина Дьякова

### Актёрский состав
- Дженни: Екатерина Новоселова
- Оливер: Павел Левкин, Станислав Беляев
- Фил: Александр Кольцов, Алексей Сарычев
- Оливер Бэрретт III: Андрей Вальц
- Элисон Бэрретт: Елена Моисеева
- Ансамбль: Кирилл Романов, Никита Радченко, Людмила Кривошей, Олеся Реентова

### Состав оркестра
- Клавиши: Роман Шкетик
- Скрипки: Иван Муратиди, Семен Денисов
- Альт: Артем Валентинов
- Виолончель: Сергей Булгадарян
- Контрабас: Александр Муравьев
- Гитара: Илья Махов

### Отличия российской постановки
По предложению российских постановщиков в пьесу была возвращена сцена встречи Оливера и Дженни после ссоры, в которой Дженни произносит ставшую широко цитируемой фразу ‘Love means never having to say you're sorry’ (в русском переводе «Любовь — это когда не нужно говорить „прости“»). Теперь эта сцена будет включена во все последующие постановки мюзикла в мире.

## Музыкальные номера
| Лондонская версия            | Голландская версия            | Российская версия                   |
| ---------------------------- | ----------------------------- | ----------------------------------- |
| What Can You Say?            | Wat Neem Je Mee?              | Что я могу о ней сказать?           |
| Jenny’s Piano Song           | Jenny’s Piano Lied            | Песня Дженни                        |
| Winter’s Night               | Ijspaleis                     | Зимний день                         |
| Jenny’s Piano Song (Reprise) | Jenny’s Piano Lied (Reprise)  | Песня Дженни (реприза)              |
| The Recital                  | De Uitvoering                 | Концерт                             |
| What Happens Now?            | Wat Doen We Nou?              | И что теперь?                       |
| Nocturnes (Pre-Echo)         | Nocturnes (Pre-Echo)          | Песни (предчувствие)                |
| —                            | Wat Neem Je Mee? (Reprise I)  | —                                   |
| Phil’s Piano Song            | Phil’s Piano Lied             | Песня Фила                          |
| Summer’s Day                 | Zonbalkon                     | Летний день                         |
| Pasta                        | Pasta                         | Паста                               |
| Everything We Know           | Liefde Vol Historie           | Дни без тебя                        |
| The Tide Has Turned          | Wie Doet Ons Wat?             | Время перемен                       |
| Nocturnes                    | Nocturnes                     | Песни                               |
| Everything We Know (Reprise) | Liefde Vol Historie (Reprise) | Дни без тебя (реприза)              |
| What Can You Say? (Reprise)  | Wat Neem Je Mee? (Reprise II) | Что я могу о ней сказать? (реприза) |

Альбом с записью исполнения оригинального британского состава мюзикла выпущен студией Faber Music.

## Рецензии и критика
Вскоре после премьеры в Чичестере сайт indielondon.co.uk опубликовал одну из первых рецензий, в которой отмечалось, что удачная переработка Стивеном Кларком романа в последовательность коротких сцен, обрамленная искусной режиссурой Рейчел Каваны, делает спектакль душераждирающе правдоподобным.
Фиона Маунтфорд, обозреватель Evening Standard, написала об оригинальной постановке: «Говард Гудолл и Стивен Кларк создали восхитительный новый мюзикл… Спектакль кончился под всхлипывания зрителей и оглушительные овации, что, очевидно, означает скорый переезд на Вест-Энд».
Голландская постановка также была хорошо принята зрителями и критиками. Газета Het Parool написала: «Замечательный мюзикл „История любви“. Никакого лишнего пафоса, прекрасные мелодии Говарда Гудолла… Небольшая и очаровательная версия известной истории».
Обозреватель культуры Роза Камболова в эфире телепередачи Вести-Алания сказала: «Чистые, искренние чувства на сцене не отпускают зрителя до последней секунды. Слезы на глазах артистов и тех, кто в зале… Успех!» Журнал gorod написал: «Любители прекрасного от первой до последней ноты наслаждались чистыми и искренними чувствами на сцене. Редко когда на спектакле зрители плачут в первом же номере. […] Живой оркестр, чудесные артисты и очень приятные режиссёрские находки превратили вечер в празднично прекрасный!».

## Награды и номинации

### Лондонская постановка
| Год  | Награда               | Категория                     | Номинант            | Результат | Ссылка |
| ---- | --------------------- | ----------------------------- | ------------------- | --------- | ------ |
| 2011 | Премия Лоренса Оливье | Лучший новый мюзикл           | Лучший новый мюзикл | Номинация | [ 12 ] |
| 2011 | Премия Лоренса Оливье | Лучшая мужская роль в мюзикле | Майкл Завьер        | Номинация | [ 12 ] |
| 2011 | Премия Лоренса Оливье | Лучшая женская роль в мюзикле | Эмма Уильямс        | Номинация | [ 12 ] |